# Alexia Sedykh
Alexia Sedykh (Parigi, 13 settembre 1993) è una martellista francese, figlia di Jurij Sedych e Natal'ja Lisovskaja.

## Palmarès
| Anno | Manifestazione            | Sede       | Evento              | Risultato | Prestazione | Note |
| ---- | ------------------------- | ---------- | ------------------- | --------- | ----------- | ---- |
| 2009 | Mondiali allievi          | Bressanone | Lancio del martello | 8ª        | 53,03 m     |      |
| 2009 | Gymnasiade                | Doha       | Lancio del martello | Oro       | 55,54 m     |      |
| 2010 | Giochi olimpici giovanili | Singapore  | Lancio del martello | Oro       | 59,08 m     |      |
| 2011 | Europei juniores          | Tallinn    | Lancio del martello | Bronzo    | 65,02 m     |      |
| 2012 | Europei juniores          | Barcellona | Lancio del martello | Argento   | 67,34 m     |      |
| 2013 | Europei U23               | Tampere    | Lancio del martello | Bronzo    | 66,67 m     |      |
| 2015 | Europei U23               | Tallinn    | Lancio del martello | 4ª        | 67,37 m     |      |

## Altre competizioni internazionali
2015
- Bronzo in Coppa Europa invernale di lanci U23 ( Leiria) - Martello, 68,79 m